# Дзялдовский повет
Дзялдовский повет (пол. Powiat działdowski) — повет (район) в Польше, входит как административная единица в Варминьско-Мазурское воеводство. Центр повета — город Дзялдово. Занимает площадь 953,18 км². Население — 66 113 человек (на 31 декабря 2015 года).

## Административное деление
- города: Дзялдово, Лидзбарк
- городские гмины: Дзялдово
- городско-сельские гмины: Гмина Лидзбарк
- сельские гмины: Гмина Дзялдово, Гмина Илово-Осада, Гмина Плосница, Гмина Рыбно

## Демография
Население повята дано на 31 декабря 2015 года.
| Перепись            | Всего | Мужчины | Женщины |
| ------------------- | ----- | ------- | ------- |
| Всего               | 66113 | 32503   | 33610   |
| Городское население | 29404 | 14129   | 15275   |
| Сельское население  | 36709 | 18374   | 18335   |